# Икономика на Австралия
Австралийската икономика е просперираща пазарна икономика по западен образец, с брутен вътрешен продукт на глава от населението малко по-висок от този на Великобритания, Франция и Германия. Развита е промишлено-аграрната структура като важно значение имат чуждестранните капитали (американски, английски, японски).
Стопанството на Австралия се доминира от сектора на услугите (68% от БВП), но 65% от износа на страната се определя от минния сектор и селското стопанство (сумарно 8% от БВП).
Благодарение на значителните запаси от енергетични и минерални суровини, важна роля в австралийската икономика играе добивната промишленост. Сред природните ресурси, които се добиват, са желязна, уранова и манганова руда, въглища, нефт, газ, боксити и др. Това е предпоставка за добре развити химическа, електротехническа и металургична промишленост. Развити са и други икономически отрасли като електроника, текстилната и хранително-вкусовата промишленост и др.
Селското стопанство на Австралия е високо развито. Най-голям дял от него заема животновъдството (над 200 млн. глави едър рогат добитък и над 170 млн. броя овце). Австралия е крупен износител на месо, млечни продукти, вълна и пшеница. Земеделието има многоотраслова структура в различните райони. По обща стойност на изнесените земеделски култури страната отстъпва само на САЩ. Тук животновъдството е водещо като подотрасъла овцевъдство нарежда Австралия на първо място по производство и износ на вълна в света. Значителен е броят на едрия рогат добитък, свинете, конете, камилите и птиците. Много добре е развит и риболовът. От растениевъдството е развито най-добре отглеждането на пшеница – най-вече в предпланинските райони на Австралийските Алпи, югоизточните и югозападните части. Отглеждат се и банани, зеленчуци, цитрусови плодове, ябълки, праскови, грозде. Само 6% от земята е обработваема.
Австралийският континент разполага с голяма територия и малко население. Отдалечеността на стопанските центрове налага развитието на транспорта, като с най-голямо значение за земеделието са тръбопроводния, морския и железопътния, а за превоз на пътници – автомобилния. В югоизточната част е най-гъста транспортната мрежа. Важен е и въздушният транспорт за бързия пренос и превоз, но е голям замърсител. Най-големите търговски партньори на Австралия са САЩ, Япония, Англия. Страната развива както пасивен, така и активен туризъм с многобройните си природни и исторически забележителности.
През декември 2021 г. Австралия сключва с Обединеното кралство Великобритания и Северна Ирландия второто си по размер споразумение за свободна търговия. По силата му компании от Обединеното кралство ще могат да участват в търгове за доставка на различни стоки или услуги в публичния сектор на Австралия. Граждани на Обединеното кралство на възраст между 18 и 35 години, които идват в Австралия по работа или за пътуване, ще могат да останат в страната за период от 3 години без виза.